# Droga wojewódzka nr 983
Droga wojewódzka nr 983 (DW983) – droga wojewódzka w województwie podkarpackim o długości 15 km, łącząca Sadkową Górę i Wolę Mielecką.

## Miejscowości leżące przy trasie DW983
- Sadkowa Góra (DW982)
- Borowa
- Pławo
- Orłów
- Wola Pławska
- Rzędzianowice
- Wola Mielecka (DW984)